# Jacky Mathijssen
Jacky Mathijssen (Dilsen-Stokkem, 20 luglio 1963) è un allenatore di calcio ed ex calciatore belga, di ruolo portiere.

## Palmarès

### Giocatore

#### Competizioni nazionali
- Coppa di Lega belga: 1

Sint-Truiden: 1999-2000